# Sparianthis crulsi
Espèce
Synonymes
- Sampaiosia crulsi Mello-Leitão, 1930

Sparianthis crulsi est une espèce d'araignées aranéomorphes de la famille des Sparassidae.

## Distribution
Cette espèce se rencontre au Brésil au Pará, en Guyane et à la Trinité.

## Description
Le mâle holotype mesure 7,5 mm.
Le mâle décrit par Rheims en 2020 mesure 7,8 mm et la femelle 9,9 mm.

## Systématique et taxinomie
Cette espèce a été décrite sous le protonyme Sampaiosia crulsi par Mello-Leitão en 1930. Elle est placée dans le genre Sparianthis par Rheims en 2020.

## Étymologie
Cette espèce est nommée en l'honneur de Gastão Cruls.

## Publication originale
- Mello-Leitão, 1930 : « Aranhas do Cuminá. » Archivos do Museu Nacional, Rio de Janeiro, vol. 32, p. 51-75.